# Janjišev dub
Janjišev dub, hrast u Vinjanima Gornjim, arheološko nalazište i zaštićeno kulturno dobro
Vrijeme nastanka je od 16. do 18. stoljeća. Uz dub je vezana jedna predaja. Prema njoj su ispod njega prolazili svatovi djevojke iz Đereka i Ivana iz Posušja. Susreo ih je beg s pratnjom i zatražio mladu na prvu bračnu noć. Ivan je odbio, sukobio se s begom, ubio ga i potom pobjegao. Osmanlije su za osvetu pobili mladu i svatove te ih zakopali ispod ovog duba. Mladoženja Ivan je uhićen je nakon dvi-tri godine bijega uhićen te za primjer drugima nabijen na kolac. Prema usmenoj predaji, nosi veliku nesreću pilanje tog hrasta ili uzeti bilo šta s njega padne. Čak i sama pomisao i pokušaj donosi prokletstvo onima šta su ga htjeli kresati. Postoje priče da je dub krvario. Sjećanje je živo i danas, pa stanovnici okolnog područja i danas ostavljaju cvijeće pokraj Janjiša duba.
Poslije drugoga svjetskog rata radnici su prigodom proširivanja i asfaltiranja lokalne prometnice dosta pronašli "nekakve ljudske kosti" na dijelu prometnice koja prolazi blizu Janjiša duba, što je mogući ostatak tih davnih, tragičnih, krvavih svatova. Postoje također tvrdnje da je u blizini ovog duba bilo staro tursko groblje, koje je služilo potrebama Turaka
smještenih na području Imotske krajine, no za to nema konkretnih povijesnih zapisa.

## Zaštita
Pod oznakom Z-7576 zaveden je kao nepokretno kulturno dobro - pojedinačno, pravna statusa preventivno zaštićena kulturnog dobra, klasificirano kao "arheološka baština".

## Vanjske poveznice
- Ante Juroš: Legende o Janjiša dubu u Vinjanima Gornjim  Dalmacija News. 30. ožujka 2015.